# 横須賀市立坂本中学校
横須賀市立坂本中学校（よこすかしりつ さかもとちゅうがっこう）は、公立中学校。所在地は神奈川県横須賀市坂本町。

## 沿革
- 1947年（昭和22年）5月5日 - 開校。
- 1960年（昭和35年）4月1日 - 横須賀市立常葉台中学校（現、横須賀市立常葉中学校）が分離。
- 2009年（平成19年）4月1日 - 横須賀市立桜台中学校を統合。

### 桜台中と統合へ
2004年（平成16年）6月、横須賀市教育委員会が、学校選択制の導入で生徒数が激減した市立桜台中学校との統合を2006年（平成18年）4月をめどに進める方針を提示。だが、「市が進めている学校選択制と矛盾する」などとして桜台中PTAが統合の白紙撤回を求める署名活動をするなど、保護者側が反発したため、同市教育委員会は「生徒らへの影響を配慮する」として統合を1年延期し、2007年（平成19年）4月に変更した。しかし、統合後の校名に「坂本中学校」がそのまま採用されるなど、事実上の吸収合併であることが明確である。
そして、2007年（平成19年）4月に桜台中学校と統合し、横須賀市立坂本中学校となった。校舎と校舎の間は渡り廊下が作られ、校舎・校庭は両方使われる。
横須賀市立不入斗中学校が北側に隣接し、統合前は公立中学校3校が隣接していたのは全国的に見ても大変珍しい。

## 校訓
「人らしき人」協和発進
　※「協和発進」は桜台中学校統合後に付け足された。

## 部活動

### 運動部
- バレーボール部（女子）
- バドミントン部
- バスケットボール部
- 野球部
- サッカー部
- 剣道部
- ソフトテニス部
- 卓球部
- 第一卓球部

### 文化部
- 吹奏楽部
- 美術部

## 通学区域
2014年度は以下の通りである。
- 吉倉町
- 西逸見町
- 東逸見町
- 逸見が丘
- 汐入町
- 本町3丁目（23番地を除く）
- 不入斗町4丁目（22番～46番地を除く）
- 坂本町

また、以下の地域は他校の通学区域であるが、通うことができる。
- 本町2丁目1番地19、3丁目23番地7
- 緑が丘9～22、42～44番地
- 不入斗町3丁目21番地

## 進学前小学校
以下の小学校の通学区域全域から進学する。
- 横須賀市立逸見小学校
- 横須賀市立沢山小学校
- 横須賀市立桜小学校
- 横須賀市立汐入小学校

また、公立学校選択制により、以下の学校からも進学できる。
- 横須賀市立船越小学校
- 横須賀市立田浦小学校
- 横須賀市立長浦小学校
- 横須賀市立豊島小学校
- 横須賀市立鶴久保小学校
- 横須賀市立諏訪小学校
- 横須賀市立田戸小学校
- 横須賀市立池上小学校

## 著名な出身者
- 大村纂（気象学者）